# NGC 4835
NGC 4835 is een balkspiraalstelsel in het sterrenbeeld Centaur. Het hemelobject werd op 3 juni 1834 ontdekt door de Britse astronoom John Herschel.

## Synoniemen
- ESO 269-19
- AM 1255-455
- IRAS 12552-4559
- PGC 44409